# Epania lineola
Epania lineola là một loài bọ cánh cứng trong họ Cerambycidae.